# Julius Kolatschek
Julius Albert Kolatschek (25. dubna 1829, Bělá – 14. dubna 1900, Villach) byl evangelický duchovní a publicista.
Působil mj. v Holčovicích (1878–1883), též v Chorvatsku, Slovinsku a Bosně.